# Campionato argentino di rugby a 15 1983
Il Campionato argentino di rugby a 15 1983  è stato vinto dalla selezione di Buenos Aires che ha battuto in finale la selezione della Unión de Rugby de Cuyo.

## Contesto
- La Nazionale Argentina visita l'Australia e conquista uno storico successo nel primo test.

### Poule 1
| 1.Turno |         |   |          |         |  |
| 1º ott. | Noreste | - | Jujuy    | 34 - 0  |  |
| 1º ott. | Tucumán | - | Misiones | 60 - 10 |  |

| Finale 1. posto |         |   |         |        |  |
| 2 ott.          | Noreste | - | Tucumán | 0 - 32 |  |

### Poule 2
| 1.Turno |                     |   |          |         |         |
| 1º ott. | Córdoba             | - | San Juan | 24 - 12 | Córdoba |
| 1º ott. | Santiago del estero | - | Salta    | 19 - 27 | Córdoba |

| Finale 1. posto |         |   |       |        |         |
| 1º ott.         | Córdoba | - | Salta | 57 - 4 | Córdoba |

### Poule 3
| 1.Turno |               |   |          |         |            |
| 1º ott. | Entre Rios    | - | Santa Fe | 21 - 9  | Entre Ríos |
| 1º ott. | Mar del Plata | - | Rosario  | 22 - 36 | Entre Ríos |

| Finale 1. posto |            |   |         |        |            |
| 2 ott.          | Entre Rios | - | Rosario | 9 - 24 | Entre Ríos |

### Pule 4
| PRELIMINARE |         |   |        |       |                    |
| 2 ott.      | Austral | - | Chubut | 9 - 3 | Comodoro Rivadavia |

| 1.Turno |              |   |            |        |              |
| 8 ott.  | Buenos Aires | - | Alta Valle | 86 - 9 | Bahia Blanca |
| 8 ott.  | Sur          | - | Austral    | 3 - 0  | FORFAIT      |

| Finale 1. posto |     |   |              |        |              |
| 9 ott.          | Sur | - | Buenos Aires | 9 - 56 | Bahia Blanca |

### Interzonale
| INTERZONALE |         |   |         |        |         |
| 9 ott.      | Tucumán | - | Córdoba | 25 - 6 | Tucumán |

## Semifinali
| Mendoza 15 ottobre 1983 | Buenos Aires                     | 46 – 16 | Rosario | \| Arbitro: \| Manuel Peralta Ramírez (Córdoba) \| |
| Arbitro:                | Manuel Peralta Ramírez (Córdoba) |         |         |                                                    |

| Mendoza 15 ottobre 1983 | Cuyo                           | 19 – 12 | Tucumàn | \| Arbitro: \| Roberto Magnani (Buenos Aires) \| |
| Arbitro:                | Roberto Magnani (Buenos Aires) |         |         |                                                  |

## Finale 3. posto
| Mendoza 19 settembre 1983 | Rosario                        | 29 – 34 | Tucumàn | \| Arbitro: \| Roberto Magnani (Buenos Aires) \| |
| Arbitro:                  | Roberto Magnani (Buenos Aires) |         |         |                                                  |

## Finale
| Arbitro: | Manuel Peralta Ramírez (Córdoba) |

| |            | |
| mete: Campo 2,Soares Gache 2 Courreges, Sansot, Schiavio, Madero; trasf. Porta 7 c.p. Porta 2 | Marcatori  | c.p.: Chaluleu |
| 15. Martín Sansot 14.Marcelo Campo 13. Rafael Madero 12.Marcelo Loffreda 11. José Maria Palma 10 Hugo Porta (cap.) 9.Alfredo Soares Gache 8. Tomas Petersen 7.Alejandro Schiavio 6. Marcos Baeck 5.Gonzalo Gasso (Eduardo Laje) 4. Gabriel Travaglini 3.Fernando Morel 2.Andrés Courreges 1. Pablo Devoto | Formazioni | 15.Luis Chaluleu (Guillermo Morgan) 14.Francisco Lola 13. Carlos Cippittelli 12.Guillermo Carbonnell 11.Alejandro González 10.Jorge Curto 9.Pedro Basile (cap.) 8.Gilberto Lago Suarez 7.Sergio Elorga 6.Luis Heyde 5.Juan Floramo 4.Alejandro Collado (Alberto Mantilla) 3.Fernando Rbello 2.Mario Cichitti 1.Alberto Gutierrez. |